# كأس العالم لكرة الصالات 2012
كأس العالم لكرة القدم لكرة الصالات 2012 هي النسخة السابعة من كأس العالم لكرة الصالات، وهي بطولة دولية لكرة القدم داخل الصالات مقامة حالياً من 1–18 نوفمبر 2012 في تايلاند. تم إضافة أربعة فرق (بزيادة من 20 إلى 24 عن نسخة 2008 في البرازيل) للمشاركة في البطولة.

## العروض
تغلبت تايلاند على عروض من الصين، إيران، أذربيجان، جمهورية التشيك، سريلانكا وغواتيمالا.

## التصفيات
بصفتها الدولة المضيفة، تأهلت تايلاند مباشرة.

### الدول المتأهلة
| المسابقة                           | تاريخ                          | المكان                   | بطاقات | المتأهل                                                                   |
| ---------------------------------- | ------------------------------ | ------------------------ | ------ | ------------------------------------------------------------------------- |
| الدولة المضيفة                     |                                |                          | 1      | تايلاند                                                                   |
| بطولة آسيا لكرة الصالات 2012       | 25 مايو – 1 يونيو 2012         | الإمارات العربية المتحدة | 4      | إيران · اليابان · أستراليا · الكويت1                                      |
| مسابقة أفريقيا التمهيدية           | 6 أبريل – 24 يونيو 2012        |                          | 3      | مصر · ليبيا · المغرب1                                                     |
| بطولة الكونكاكاف لكرة الصالات 2012 | 2–8 يوليو 2012                 | غواتيمالا                | 4      | كوستاريكا · غواتيمالا · بنما1 · المكسيك1                                  |
| مسابقة الكونميبول التمهيدية        | 15–22 أبريل 2012               | البرازيل                 | 4      | الأرجنتين · باراغواي · البرازيل · كولومبيا1                               |
| بطولة أوقيانوسيا لكرة الصالات 2012 | 16–20 مايو 2011                | فيجي                     | 1      | جزر سليمان                                                                |
| مسابقة أوروبا التمهيدية            | 19 أكتوبر 2011 – 11 أبريل 2012 |                          | 7      | أوكرانيا · صربيا1 · روسيا · إسبانيا · البرتغال · جمهورية التشيك · إيطاليا |
| مجموع                              |                                |                          | 24     |                                                                           |

1.^الفرق التي تشارك لأول مرة.

## الأماكن
من المقرر اقامة المباريات في أربعة ملاعب.
| الصالة  | بانكوك فوتسال أرينا | ملعب هوامارك المغلق | ملعب نيميبوتر المغلق | قاعة كورات تشاتشاي |
| ------- | ------------------- | ------------------- | -------------------- | ------------------ |
| صورة    |                     |                     |                      |                    |
| المدينة | بانكوك              | بانكوك              | بانكوك               | ناخون راتشاسيما    |
| السعة   | 12,000              | 15,000              | 5,600                | 5,000              |

بسبب تأخر البناء، تم نقل عدد من المباريات المقررة في بانكوك فوتسال أرينا إلى ملعب هوامارك المغلق. وفي تفتيش نهائي يوم 5 نوفمبر لتحديد ما إذا كانت بانكوك فوتسال أرينا قادرة على استضافة مباريات ربع النهائي ونصف النهائي وكذالك المباراة النهائية بحد ذاتها.

## التشكيلات
أرسلت كل دولة تشكيلة من 14 لاعب، من بين حارسين للمرمى.

## الحكام
في ما يلي أسماء حكام كأس العالم لكرة القدم لكرة الصالات 2012.
| الاتحاد القاري | الحكم                     |
| -------------- | ------------------------- |
| آسيا           | نور الدين بوكوييف         |
| آسيا           | محمد شامي                 |
| آسيا           | سكوت كيدسون               |
| آسيا           | كيم جانغ كوان             |
| آسيا           | ناوكي مياتاني             |
| آسيا           | شوخرات بولاتوف            |
| آسيا           | علي رضا سهرابي            |
| آسيا           | زهانغ يوزي                |
| آسيا           | كافيبول كاماويتي (احتياط) |
| الكاف          | ساهيد أييني               |
| الكاف          | سعيد الغفار               |
| الكاف          | جوزيه كاتيمو              |
| الكاف          | إدواردو ماهوماني          |
| كونكاكاف       | وينسيسلاوس أغويار         |
| كونكاكاف       | سيرخيو كابريرا            |
| كونكاكاف       | أليكساندر كلاين           |
| كونكاكاف       | كارلوس غونزاليز           |
| كونكاكاف       | جيوفاني لوبيز             |
| كونكاكاف       | فرانسيسكو ريفيرا          |

| الاتحاد القاري | الحكام            |
| -------------- | ----------------- |
| كونميبول       | ساندرو بريشان     |
| كونميبول       | أوزفالدو غوميز    |
| كونميبول       | جايم خاتيفا       |
| كونميبول       | ريناتا لييتي      |
| كونميبول       | دانييل رودريغيز   |
| كونميبول       | هيكتور روخاس      |
| كونميبول       | جويل رويز         |
| كونميبول       | داريو سانتاماريا  |
| أوقيانوسيا     | أميتيش بيهاري     |
| أوقيانوسيا     | ريكس كاموسو       |
| يويفا          | مارك بيركت        |
| يويفا          | إدواردو فرنانديس  |
| يويفا          | فرناندو غوتييريز  |
| يويفا          | كاريل هينيتش      |
| يويفا          | دانييل يانوسيفيتش |
| يويفا          | غابور كوفاتش      |
| يويفا          | باسكال ليمال      |
| يويفا          | فرانسيسكو ماسيني  |
| يويفا          | إيفان شابانوف     |
| يويفا          | بوروت سيفيتش      |

## القرعة
أجريت القرعة الرسمية لكأس العالم في بانكوك، تايلاند يوم 24 أغسطس 2012.
فقد تم تقسيم المنتخبات ال24 إلى ست مجموعات، كل مجموعة تضم أربعة منتخبات.

## الدور الأول
فائزي وثواني المجموعات إلى جانب أفضل 4 منتخبات أصحاب المركز الثالث يتأهلون إلى دور ال16.
سيتم تحديد ترتيب كل فريق في كل مجموعة كالتالي:
1. أكبر عدد من النقاط الحاصل عليها في جميع مباريات المجموعة؛
2. فارق الأهداف في جميع مباريات المجموعة؛
3. أكبر عدد من الأهداف المسجلة في جميع مباريات المجموعة؛

إذا تساوى فريقين أو أكثر على أساس المعايير الثلاثة المذكورة أعلاه، ترتيبهم سيتم تحديده كالتالي:
1. أكبر عدد من النقاط الحاصل عليها في جميع مباريات المجموعة بين الفرق المعنية؛
2. فارق الأهداف الناتج عن مباريات المجموعة بين الفرق المعنية؛
3. أكبر عدد من الأهداف المسجلة في مباريات المجموعة بين الفرق المعنية؛
4. سحب القرعة من قبل اللجنة التنفيذية للفيفا.

جميع الأوقات حسب توقيت تايلاند المحلي (ت ع م+07:00).

### المجموعة A
| فريق      | نقاط | فرق | عليه | له | خ | ت | ف | لعب |
| --------- | ---- | --- | ---- | -- | - | - | - | --- |
| أوكرانيا  | 7    | 7+  | 7    | 14 | 0 | 1 | 2 | 3   |
| باراغواي  | 4    | 2−  | 11   | 9  | 1 | 1 | 1 | 3   |
| تايلاند   | 3    | 1−  | 9    | 8  | 2 | 0 | 1 | 3   |
| كوستاريكا | 3    | 4−  | 12   | 8  | 2 | 0 | 1 | 3   |

| أوكرانيا                        | 3 – 3 | باراغواي           |
| ------------------------------- | ----- | ------------------ |
| بافلينكو 10'، 40' · شوتورما 35' | تقرير | أيالا 9'، 30'، 37' |

| تايلاند                                           | 1 – 3 | كوستاريكا  |
| ------------------------------------------------- | ----- | ---------- |
| تشالايمخيت 18' · ثويانكلانغ 29' · سورنويتشيان 38' | تقرير | زنييغا 37' |

| باراغواي                                       | 6 – 3 | كوستاريكا                                             |
| ---------------------------------------------- | ----- | ----------------------------------------------------- |
| تورونيو 2' (بالخطأ) · ألكاراز 11' · فيالبا 37' | تقرير | زونييغا 22' · نافاريتي 25'، 28' · كوبيو 27'، 31'، 40' |

| تايلاند                                                | 5 – 3 | أوكرانيا                                                          |
| ------------------------------------------------------ | ----- | ----------------------------------------------------------------- |
| وونغكايو 24' · ثويانكلانغ 35' (ركل.) · سورنويتشيان 39' | تقرير | أوفيسانيكوف 4' · تشيبورنيوك 7' · روغاتشوف 13'، 20' · بافلينكو 20' |

| كوستاريكا | 6 – 1 | أوكرانيا                                                             |
| --------- | ----- | -------------------------------------------------------------------- |
| كوبيو 24' | تقرير | روغاتشوف 7'، 16' · أوفيسانيكوف 17' · سوروكين 23'، 32' · بافلينكو 29' |

| باراغواي                        | 2 – 3 | تايلاند                      |
| ------------------------------- | ----- | ---------------------------- |
| سالاس 4' · أيالا 7' · سالاس 10' | تقرير | ثويانكلانغ 11' · تشوديتش 25' |

### المجموعة B
| فريق    | نقاط | فرق | عليه | له | خ | ت | ف | لعب |
| ------- | ---- | --- | ---- | -- | - | - | - | --- |
| إسبانيا | 7    | 9+  | 6    | 15 | 0 | 1 | 2 | 3   |
| إيران   | 7    | 2+  | 6    | 8  | 0 | 1 | 2 | 3   |
| بنما    | 3    | 1−  | 14   | 13 | 2 | 0 | 1 | 3   |
| المغرب  | 0    | 10− | 15   | 5  | 3 | 0 | 0 | 3   |

| بنما                                                                             | 3 – 8 | المغرب                         |
| -------------------------------------------------------------------------------- | ----- | ------------------------------ |
| بيريز 20' · لاسو 22'، 31' · مينا 23'، 32' · غالفيز 25' · هينكس 34' · غودريدج 39' | تقرير | جبران 7' · درو 12' · هابيل 16' |

| إسبانيا                 | 2 – 2 | إيران                 |
| ----------------------- | ----- | --------------------- |
| ميغيلين 5' · لوزانو 16' | تقرير | دانشور 28' · طيبي 31' |

| المغرب      | 2 – 1 | إيران                           |
| ----------- | ----- | ------------------------------- |
| المزراي 20' | تقرير | حسن زاده 20' (ركل.) · كاظمي 33' |

| إسبانيا                                                                                        | 3 – 8 | بنما                            |
| ---------------------------------------------------------------------------------------------- | ----- | ------------------------------- |
| كيكي 2' · لين 8' · بورخا 11'، 22' · أيكاردو 14' · لوزانو 20' · أليماو 27' (ركل.) · ميغيلين 30' | تقرير | دي ليون 17'، 33' · ألفارادو 30' |

| إيران                                      | 3 – 4 | بنما                                         |
| ------------------------------------------ | ----- | -------------------------------------------- |
| إسماعيلبور 3' · كاظمي 14' · طاهري 19'، 38' | تقرير | غودريدج 6' · بيريز 35' (ركل.) · ألفارادو 40' |

| المغرب    | 5 – 1 | إسبانيا                                                 |
| --------- | ----- | ------------------------------------------------------- |
| طالبي 22' | تقرير | لوزانو 10'، 12' · بورخا 19' · فرنانداو 33' · ألفارو 34' |

### المجموعة C
| فريق     | نقاط | فرق | عليه | له | خ | ت | ف | لعب |
| -------- | ---- | --- | ---- | -- | - | - | - | --- |
| البرازيل | 9    | 18+ | 2    | 20 | 0 | 0 | 3 | 3   |
| البرتغال | 4    | 2+  | 9    | 11 | 1 | 1 | 1 | 3   |
| اليابان  | 4    | 1−  | 11   | 10 | 1 | 1 | 1 | 3   |
| ليبيا    | 0    | 19− | 22   | 3  | 3 | 0 | 0 | 3   |

| ليبيا   | 5 – 1 | البرتغال                                           |
| ------- | ----- | -------------------------------------------------- |
| فتحي 6' | تقرير | كاردينال 2'، 16'، 18' · ناندينيو 27' · مارينيو 29' |

| البرازيل                                 | 1 – 4 | اليابان    |
| ---------------------------------------- | ----- | ---------- |
| ويلدي 14'، 23' · نيتو 21' · فينيسيوس 25' | تقرير | إينابا 28' |

| البرتغال                                         | 5 – 5 | اليابان                                                |
| ------------------------------------------------ | ----- | ------------------------------------------------------ |
| ماتوس 1' · ريكاردينيو 2'، 18' · كاردينال 9'، 12' | تقرير | موريوكا 11'، 33' · هوشي 19' · كيتاهارا 32' · هينمي 36' |

| البرازيل | 0 – 13 | ليبيا |
| --- | ------ | ----- |
| غابرييل 7' · رودريغو 8'، 10' · نيتو 15' · فرناندينيو 17'، 31'، 33'، 34' · رحومة 25' (بالخطأ) · دي 31'، 34'، 38' · رافاييل 39' | تقرير  |       |

| اليابان                                 | 2 – 4 | ليبيا                 |
| --------------------------------------- | ----- | --------------------- |
| إينابا 18'، 26' · هوشي 26' · أوسودو 32' | تقرير | رحومة 18'، 38' (ركل.) |

| البرتغال     | 3 – 1 | البرازيل                             |
| ------------ | ----- | ------------------------------------ |
| كاردينال 14' | تقرير | سيمي 12' · فرناندينيو 29' · نيتو 40' |

### المجموعة D
| فريق      | نقاط | فرق | عليه | له | خ | ت | ف | لعب |
| --------- | ---- | --- | ---- | -- | - | - | - | --- |
| إيطاليا   | 9    | 12+ | 5    | 17 | 0 | 0 | 3 | 3   |
| الأرجنتين | 6    | 9+  | 5    | 14 | 1 | 0 | 2 | 3   |
| أستراليا  | 3    | 12− | 17   | 5  | 2 | 0 | 1 | 3   |
| المكسيك   | 0    | 9−  | 13   | 4  | 3 | 0 | 0 | 3   |

| إيطاليا                                                                                                   | 1 – 9 | أستراليا     |
| --- | ----- | ------------ |
| فورتينو 14' · أسيس 15'، 23' · ليما 17' · فورتي 19' · رومانو 20' · هونوريو 26' · مينتاستي 28' · ميرليم 30' | تقرير | نغالوافي 33' |

| الأرجنتين                                          | 1 – 5 | المكسيك      |
| -------------------------------------------------- | ----- | ------------ |
| باسيلي 5' · ريسيا 14' · أماس 26' · بوروتو 29'، 31' | تقرير | رودريغيز 37' |

| أستراليا                                | 1 – 3 | المكسيك  |
| --------------------------------------- | ----- | -------- |
| سيتو 27' · كيميتايل 27' · جيوفينالي 36' | تقرير | كيروز 7' |

| الأرجنتين               | 3 – 2 | إيطاليا                           |
| ----------------------- | ----- | --------------------------------- |
| ريسيا 3' · كوزولينو 40' | تقرير | ليما 13' · فورتينو 19' · أسيس 38' |

| المكسيك        | 5 – 2 | إيطاليا                                                  |
| -------------- | ----- | -------------------------------------------------------- |
| بلاتا 23'، 33' | تقرير | اركو إيركوليسي 18'، 24' · فورتينو 26'، 35' · ليجييرو 36' |

| أستراليا | 7 – 1 | الأرجنتين                                                                          |
| -------- | ----- | ---------------------------------------------------------------------------------- |
| سيتو 6'  | تقرير | بوروتو 1'، 39' · كوزولينو 7' · لوكيوكس 15' · فابوراكي 22' · غارسياس 28' · أماس 37' |

### المجموعة E
| فريق           | نقاط | فرق | عليه | له | خ | ت | ف | لعب |
| -------------- | ---- | --- | ---- | -- | - | - | - | --- |
| صربيا          | 7    | 7+  | 5    | 12 | 0 | 1 | 2 | 3   |
| جمهورية التشيك | 4    | 4−  | 11   | 7  | 1 | 1 | 1 | 3   |
| مصر            | 3    | 2+  | 9    | 11 | 2 | 0 | 1 | 3   |
| الكويت         | 3    | 5−  | 13   | 8  | 2 | 0 | 1 | 3   |

| جمهورية التشيك                        | 2 – 3 | الكويت                  |
| ------------------------------------- | ----- | ----------------------- |
| كوبيتسكي 5' · بيليي 23' · كوديلكا 35' | تقرير | الوادي 38' · الطويل 40' |

| مصر      | 3 – 1 | صربيا                                           |
| -------- | ----- | ----------------------------------------------- |
| محمد 40' | تقرير | بويوفيتش 23' · يانييتش 37' (ركل.) · كوتسيتش 39' |

| الكويت           | 7 – 2 | صربيا                                                                               |
| ---------------- | ----- | ----------------------------------------------------------------------------------- |
| الفارسي 22'، 37' | تقرير | كوتسيتش 7'، 18' · لازيتش 20'، 25' · رايتشيفيتش 28' · بويوفيتش 32' · بافيتشيفيتش 39' |

| مصر                                                              | 2 – 7 | جمهورية التشيك             |
| ---------------------------------------------------------------- | ----- | -------------------------- |
| سماسري 11'، 31'، 37' · بوجي 19' · محمد 22' · نادر 34' · ميزو 38' | تقرير | سلوفاتسيك 5' · ريشيتار 26' |

| صربيا                     | 2 – 2 | جمهورية التشيك                  |
| ------------------------- | ----- | ------------------------------- |
| كوتسيتش 6' · بويوفيتش 36' | تقرير | سيدلير 33' · بيليي 36' (بالخطأ) |

| الكويت                                   | 3 – 4 | مصر                      |
| ---------------------------------------- | ----- | ------------------------ |
| الفارسي 3' · المطيري 6'، 7' · الطويل 20' | تقرير | بوجي 15' · محمد 37'، 39' |

### المجموعة F
| فريق       | نقاط | فرق | عليه | له | خ | ت | ف | لعب |
| ---------- | ---- | --- | ---- | -- | - | - | - | --- |
| روسيا      | 6    | 25+ | 0    | 25 | 0 | 0 | 2 | 2   |
| كولومبيا   | 3    | 5+  | 8    | 13 | 1 | 0 | 1 | 2   |
| غواتيمالا  | 3    | 6−  | 11   | 5  | 0 | 0 | 2 | 2   |
| جزر سليمان | 0    | 24− | 27   | 3  | 2 | 0 | 0 | 2   |

| غواتيمالا                                                            | 2 – 5 | كولومبيا            |
| -------------------------------------------------------------------- | ----- | ------------------- |
| غونزاليز 13' · إسكوبار 29' · أغويلار 31' · أسيفيدو 32' · إنريكيز 40' | تقرير | سيرنا 7' · رييس 19' |

| روسيا | 0 – 16 | جزر سليمان |
| --- | ------ | ---------- |
| سيريلو 3' · بولا 3' · ليما 5'، 11'، 18'، 20'، 20'، 34'، 40' · برودنيكوف 19' · سيرغييف 22'، 30' · روبينيو 25' · سوتشيلين 27' · فوكين 28'، 36' | تقرير  |            |

| كولومبيا                                                                                                 | 3 – 11 | جزر سليمان                                     |
| --- | ------ | ---------------------------------------------- |
| تورو 7'، 20'، 38' · كيروز 8' · رييس 22'، 33' · دوكي 30' · أبريل 35' · كارو 40' · فونيغرا 40' · برادو 40' | تقرير  | راغومو 14' (ركل.) · أوسيفيلو 15' · ليالافا 20' |

| روسيا                                                                                           | 0 – 9 | غواتيمالا |
| ----------------------------------------------------------------------------------------------- | ----- | --------- |
| سيرغييف 1'، 15'، 16' · شاياخميتوف 3' · سيريلو 8' · برودنيكوف 12'، 35' · ليما 27' · سوتشيلين 35' | تقرير |           |

| جزر سليمان | ضد | غواتيمالا |
| ---------- | -- | --------- |
|            |    |           |

| كولومبيا | ضد | روسيا |
| -------- | -- | ----- |
|          |    |       |

### ترتيب الفرق أصحاب المركز الثالث
| مجموعة | فريق      | نقاط | فرق | عليه | له | خ | ت | ف | لعب |
| ------ | --------- | ---- | --- | ---- | -- | - | - | - | --- |
| C      | اليابان   | 4    | 1−  | 11   | 10 | 1 | 1 | 1 | 3   |
| E      | مصر       | 3    | 2+  | 9    | 11 | 2 | 0 | 1 | 3   |
| B      | بنما      | 3    | 1−  | 15   | 14 | 2 | 0 | 1 | 3   |
| A      | تايلاند   | 3    | 1−  | 9    | 8  | 2 | 0 | 1 | 3   |
| F      | غواتيمالا | 3    | 7−  | 15   | 8  | 2 | 0 | 1 | 3   |
| D      | أستراليا  | 3    | 12− | 17   | 5  | 2 | 0 | 1 | 3   |

## مرحلة خروج المغلوب
في أدوار خروج المغلوب، إذا تكون مباراة متعادلة في نهاية زمن اللعب المعتاد، يتم لعب وقت إضافي (فترتين من خمس دقائق لكل منها)، وإذا لزم الامر، تليها ركلات من نقطة الجزاء لتحديد الفائز. ولكن بالنسبة لمباراة المركز الثالث لا يلعب الوقت الإضافي ويتم تحديد الفائز عن طريق ركلات من نقطة الجزاء.
|  | دور الستة عشر               | دور الستة عشر      |                    |  | ربع النهائي        | ربع النهائي        |  |  | نصف النهائي | نصف النهائي |  |  | النهائي | النهائي |
|  |                             |                    |                    |  |                    |                    |  |  |             |             |  |  |         |         |
|  | 11 نوفمبر – بانكوك          |                    |                    |  |                    |                    |  |  |             |             |  |  |         |         |
|  |                             |                    |                    |  |                    |                    |  |  |             |             |  |  |         |         |
|  | باراغواي                    |                    |                    |  |                    |                    |  |  |             |             |  |  |         |         |
|  | 14 نوفمبر – بانكوك          |                    |                    |  |                    |                    |  |  |             |             |  |  |         |         |
|  | البرتغال                    |                    |                    |  |                    |                    |  |  |             |             |  |  |         |         |
|  | فائز المباراة 37            |                    |                    |  |                    |                    |  |  |             |             |  |  |         |         |
|  | 12 نوفمبر – ناخون راتشاسيما |                    |                    |  |                    |                    |  |  |             |             |  |  |         |         |
|  |                             | فائز المباراة 41   |                    |  |                    |                    |  |  |             |             |  |  |         |         |
|  | إيطاليا                     |                    |                    |  |                    |                    |  |  |             |             |  |  |         |         |
|  |                             |                    | 16 نوفمبر – بانكوك |  |                    |                    |  |  |             |             |  |  |         |         |
|  | البرازيل                    |                    |                    |  |                    |                    |  |  |             |             |  |  |         |         |
|  | فائز المباراة 47            |                    |                    |  |                    |                    |  |  |             |             |  |  |         |         |
|  | 11 نوفمبر – بانكوك          |                    |                    |  |                    |                    |  |  |             |             |  |  |         |         |
|  |                             | فائز المباراة 48   |                    |  |                    |                    |  |  |             |             |  |  |         |         |
|  | إسبانيا                     |                    |                    |  |                    |                    |  |  |             |             |  |  |         |         |
|  | 14 نوفمبر – بانكوك          |                    |                    |  |                    |                    |  |  |             |             |  |  |         |         |
|  | تايلاند                     |                    |                    |  |                    |                    |  |  |             |             |  |  |         |         |
|  | فائز المباراة 39            |                    |                    |  |                    |                    |  |  |             |             |  |  |         |         |
|  | 12 نوفمبر – بانكوك          |                    |                    |  |                    |                    |  |  |             |             |  |  |         |         |
|  |                             | فائز المباراة 43   |                    |  |                    |                    |  |  |             |             |  |  |         |         |
|  | روسيا                       |                    |                    |  |                    |                    |  |  |             |             |  |  |         |         |
|  |                             |                    | 18 نوفمبر – بانكوك |  |                    |                    |  |  |             |             |  |  |         |         |
|  | جمهورية التشيك              |                    |                    |  |                    |                    |  |  |             |             |  |  |         |         |
|  | فائز المباراة 49            |                    |                    |  |                    |                    |  |  |             |             |  |  |         |         |
|  | 12 نوفمبر – بانكوك          |                    |                    |  |                    |                    |  |  |             |             |  |  |         |         |
|  |                             | فائز المباراة 50   |                    |  |                    |                    |  |  |             |             |  |  |         |         |
|  | صربيا                       |                    |                    |  |                    |                    |  |  |             |             |  |  |         |         |
|  | 14 نوفمبر – بانكوك          |                    |                    |  |                    |                    |  |  |             |             |  |  |         |         |
|  | الأرجنتين                   |                    |                    |  |                    |                    |  |  |             |             |  |  |         |         |
|  | فائز المباراة 44            |                    |                    |  |                    |                    |  |  |             |             |  |  |         |         |
|  | 12 نوفمبر – ناخون راتشاسيما |                    |                    |  |                    |                    |  |  |             |             |  |  |         |         |
|  |                             | فائز المباراة 42   |                    |  |                    |                    |  |  |             |             |  |  |         |         |
|  | البرازيل                    |                    |                    |  |                    |                    |  |  |             |             |  |  |         |         |
|  |                             |                    | 16 نوفمبر – بانكوك |  |                    |                    |  |  |             |             |  |  |         |         |
|  | بنما                        |                    |                    |  |                    |                    |  |  |             |             |  |  |         |         |
|  | فائز المباراة 45            |                    |                    |  |                    |                    |  |  |             |             |  |  |         |         |
|  | 11 نوفمبر – بانكوك          |                    |                    |  |                    |                    |  |  |             |             |  |  |         |         |
|  |                             | فائز المباراة 46   |                    |  | المركز الثالث      | المركز الثالث      |  |  |             |             |  |  |         |         |
|  | إيران                       | فائز المباراة 46   |                    |  | المركز الثالث      | المركز الثالث      |  |  |             |             |  |  |         |         |
|  | 14 نوفمبر – بانكوك          | 14 نوفمبر – بانكوك |                    |  | 18 نوفمبر – بانكوك | 18 نوفمبر – بانكوك |  |  |             |             |  |  |         |         |
|  | 14 نوفمبر – بانكوك          | 14 نوفمبر – بانكوك | كولومبيا           |  | 18 نوفمبر – بانكوك | 18 نوفمبر – بانكوك |  |  |             |             |  |  |         |         |
|  | فائز المباراة 40            |                    | خاسر المباراة 49   |  |                    |                    |  |  |             |             |  |  |         |         |
|  | فائز المباراة 40            | 11 نوفمبر – بانكوك | خاسر المباراة 49   |  |                    |                    |  |  |             |             |  |  |         |         |
|  |                             | فائز المباراة 38   |                    |  | خاسر المباراة 50   |                    |  |  |             |             |  |  |         |         |
|  | أوكرانيا                    | فائز المباراة 38   |                    |  | خاسر المباراة 50   |                    |  |  |             |             |  |  |         |         |
|  |                             |                    |                    |  |                    |                    |  |  |             |             |  |  |         |         |
|  | اليابان                     |                    |                    |  |                    |                    |  |  |             |             |  |  |         |         |
|  |                             |                    |                    |  |                    |                    |  |  |             |             |  |  |         |         |

### دور الستة عشر
| باراغواي | المباراة 37 | البرتغال |
| -------- | ----------- | -------- |
|          |             |          |

| أوكرانيا | المباراة 38 | اليابان |
| -------- | ----------- | ------- |
|          |             |         |

| إسبانيا | المباراة 39 | تايلاند |
| ------- | ----------- | ------- |
|         |             |         |

| إيران | المباراة 40 | كولومبيا |
| ----- | ----------- | -------- |
|       |             |          |

| إيطاليا | المباراة 41 | مصر |
| ------- | ----------- | --- |
|         |             |     |

| البرازيل | المباراة 42 | بنما |
| -------- | ----------- | ---- |
|          |             |      |

| روسيا | المباراة 43 | جمهورية التشيك |
| ----- | ----------- | -------------- |
|       |             |                |

| صربيا | المباراة 44 | الأرجنتين |
| ----- | ----------- | --------- |
|       |             |           |

### ربع النهائي
|  | المباراة 45 |  |
|  | ----------- |  |
|  |             |  |

|  | المباراة 46 |  |
|  | ----------- |  |
|  |             |  |

|  | المباراة 47 |  |
|  | ----------- |  |
|  |             |  |

|  | المباراة 48 |  |
|  | ----------- |  |
|  |             |  |

### نصف النهائي
|  | المباراة 49 |  |
|  | ----------- |  |
|  |             |  |

|  | المباراة 50 |  |
|  | ----------- |  |
|  |             |  |

### مباراة المركز الثالث
|  | المباراة 51 |  |
|  | ----------- |  |
|  |             |  |

### النهائي
|  | المباراة 52 |  |
|  | ----------- |  |
|  |             |  |

## وصلات خارجية
- الموقع الرسمي